# English Open (Squash)
Die English Open waren ein von 2003 bis 2007 jährlich stattfindendes Squashturnier für Herren in Sheffield im Vereinigten Königreich.
In den ersten drei Jahren gehörte das Turnier zur Kategorie 4 Star mit einem Preisgeld von 40.000 US-Dollar. 2006 und 2007 stieg es um eine Wertungskategorie und wurde als 5 Star mit einem Preisgeld von 50.000 US-Dollar ausgetragen. In den fünf Jahren der Austragung gab es fünf unterschiedliche Sieger. Einzig Nick Matthew erreichte zweimal das Endspiel, er verlor jedoch beide Male.

## Sieger
| Jahr | Sieger          | Finalgegner      | Ergebnis                     |
| ---- | --------------- | ---------------- | ---------------------------- |
| 2007 | James Willstrop | Nick Matthew     | 6:11, 11:4, 11:7, 6:11, 11:6 |
| 2006 | Thierry Lincou  | Grégory Gaultier | 11:6, 2:11, 8:11, 11:5, 11:6 |
| 2005 | Peter Nicol     | Nick Matthew     | 6:11, 11:2, 11:7, 8:11, 11:5 |
| 2004 | Lee Beachill    | Simon Parke      | 11:6, 12:10, 12:10           |
| 2003 | John White      | Jonathon Power   | 5:15, 15:8, 15:9, 15:10      |